# Cyrtomnium hymenophylloides
Cyrtomnium hymenophylloides là một loài Rêu trong họ Mniaceae. Loài này được (Huebener) T.J. Kop. mô tả khoa học đầu tiên năm 1968.